# Manuel Ferreiro Badía
Manuel Ferreiro Badía (La Coruña, 1944), escultor español.

## Biografía
Manuel Ferreiro Badía nació en la ciudad de La Coruña en 1944. En 2020 fue elegido miembro de la National Sculture Society de Estados Unidos.
Su obra abarca los diversos campos de creación artística como son la escultura, la pintura, medalla, la cerámica o el diseño. Destaca principalmente por su creación escultórica, incluida la medallística, lo que le ha llevado a ganar importantes premios y a estar representado en diversos museos e instituciones, tanto nacionales como internacionales. 
El escultor Manuel Ferreiro Badía ganó en 1985 el Primer Premio "Tomás Francisco Prieto" de la Fábrica Nacional de Moneda y Timbre, con su obra "Percepciones", uno de los más importantes premios europeos de medallística.
Destaca su producción de retratos escultóricos y la abundante obra pública del autor.

## Obras en museos e instituciones
- Museo Nacional de Escultura - Valladolid, España
- Fábrica Nacional de Moneda y Timbre - Real Casa de la Moneda - Madrid, España
- Museo Nacional y Centro de Investigación de Altamira. España
- Morgan Lovell. Londres, Reino Unido
- Town of Cottesloe Sculpture Collection. Australia
- Kunstwerk Carlshütte. Alemania
- Museo Quiñones de León. Vigo, España
- Museo de Arte Contemporáneo de La Coruña - MAC - La Coruña, España
- Museo de Escultura al Aire Libre de Cáceres, España
- Museo V Centenario - Huelva, España
- Museo de Escultura al Aire Libre de Alcalá de Henares, España
- Museo Arte Contemporáneo Aracena, España
- Fundación Rodríguez Iglesias - La Coruña, España
- Preissler Kunsthalle, Pforzhein - Alemania
- Colección Nova Galicia
- Junta de Galicia
- Parlamento de Galicia
- Fundación Illa de San Simón - Galicia, España
- Colección Municipal - La Coruña, España
- Diputación Provincial - La Coruña, España
- Caixa Galicia

## Obra pública
- 1982 - Monumento a Simón Bolívar – La Coruña
- 1986 - Esculturas-Mares, Diputación de La Coruña
- 1986 - Monumento a Castelao – La Coruña
- 1988 - Monumento a Pablo Iglesias – La Coruña
- 1989 - Monumento a Pablo Picasso – La Coruña
- 1991 - Monumento a Rosalía de Castro – La Coruña
- 1992 - Intervención Plástica, en elevado Autopista A-9 nudo Norte-Pontevedra
- 1993 - Diseño áreas de descanso, de carreteras dependientes de la Junta de Galicia
- 1993 - Monumento a Rosalía de Castro – Ferrol
- 1993 - Intervención plástica en enlaces Arteixo y Laracha, Autopista A-55
- 1994 - Monumento a Torrente Ballester en el Campus Universitario – Ferrol
- 1995 - Mural en depósito para suministro de agua – Ézaro
- 1997 - Monumento a Rafael Bárez – Oleiros, La Coruña
- 1998 - Monumento a los Trovadores – Isla de San Simón
- 1999 - Monumento a Camilo Díaz Valiño –Ferrol
- 2002 - Intervención plástica en espaldones, puertos de A Guarda y Baiona
- 2003 - Monumento a Camilo José Cela – Padrón, La Coruña
- 2004 - Pieza “Mar Ártabro”- Paseo Marítimo, La Coruña
- 2005 - Monumento al Camino - Lourenzá, Lugo

## Exposiciones
Manuel Ferreiro Badia ha realizado 22 exposiciones individuales, y ha participado en 52 exposiciones colectivas de las que cabe destacar las siguientes:

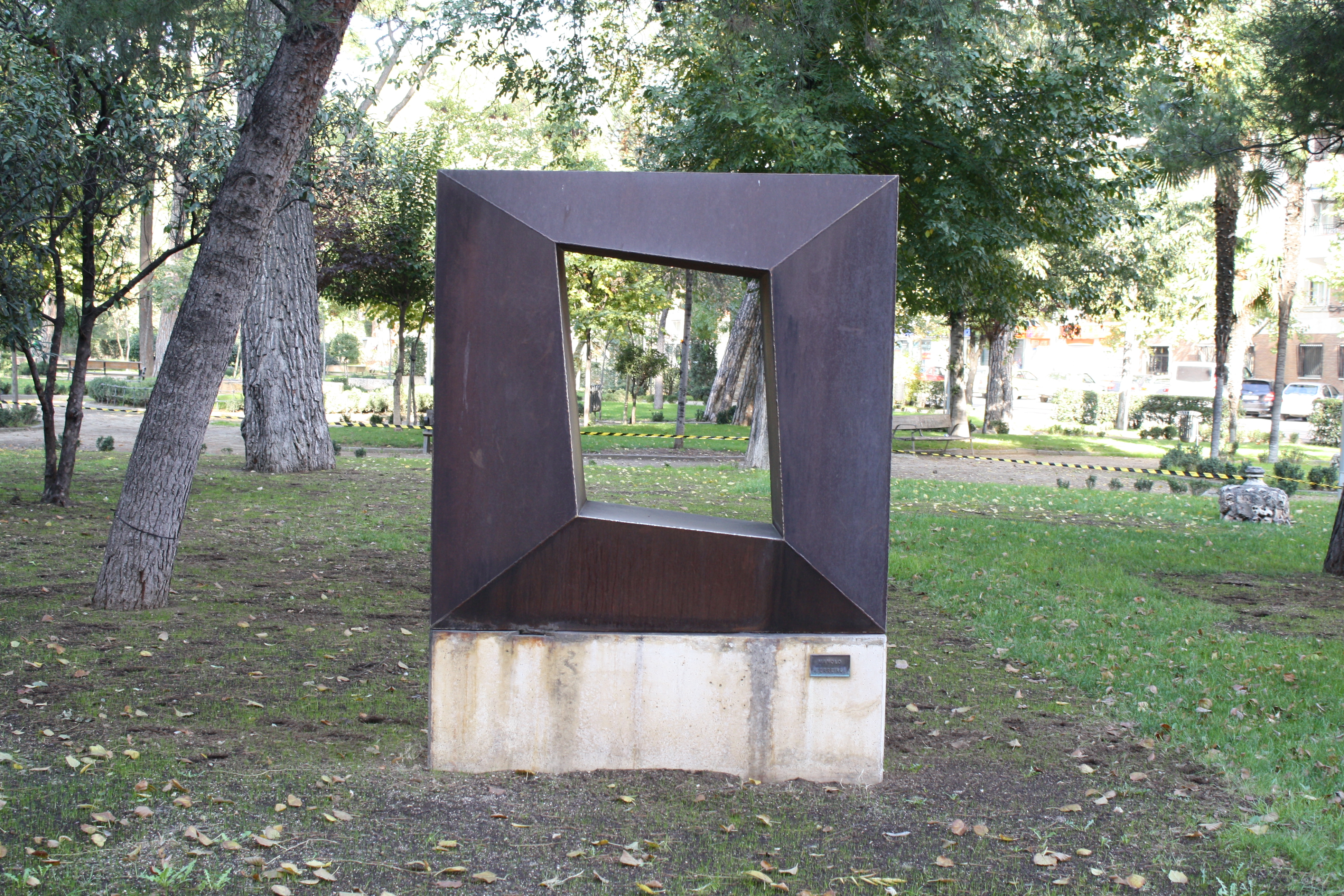
Obra en el Museo de Escultura al Aire Libre de Alcalá de Henares.

- 1981 - Exposición Internacional F.I.D.E.M. - Lisboa
- 1983 - Muestra Internacional de Medallística – Florencia
- 1984 - Certamen Hispano-Galo, Casa de Velázquez – Madrid
- 1984 - Exposición Sala Municipal Kiosco Alfonso – La Coruña
- 1984 - Expotrén Galicia Itinerante
- 1985 - Exposición Internacional – Barcelona
- 1986 - Exposición en Udine - Italia
- 1986 - Exposición Internacional en Lorient - Francia
- 1987 - Exposición en el ANA Money Museum - Colorado Springs, EE. UU.
- 1990 - XI Bienal de Arte - Pontevedra
- 1995 - XI Bienal Internacional del Deporte en las Bellas Artes - Madrid
- 1997 - Exposición Galicia Terra Única – Ferrol, La Coruña y Santiago de Compostela
- 1997 - III Bienal de Pintura Gran Bazán - Villanueva de Arosa
- 2001 - VII Mostra Unión Fenosa.( Obra "Coraza Clásica, Adquisición)
- 2004 - Exposición Internacional F.I.D.E.M. - Seixal, Portuga
- 2005 - IV Bienal Internacional de Medalha Contemporánea – Seixal, Portugal (Obra "Ática", Mención de Honor)
- 2008 - Exposición colectiva The Art of Participation del SFMOMA, San Francisco Museum of Modern Art - San Francisco, EE. UU.
- 2008 - Exposición “Arte Gallega Contemporánea” en el Museo de Arte y Arqueología - Viana do Castelo, Portugal.
- 2009 - Exposición "Lyrical Symposium". Galería Comercial - Chelsea, New York, EE. UU.
- 2009 - Ukranian Art Week - Kiev, Ucrania. (Obra "Gold", Tercer Premio)
- 2010 - VI Bienal Internacional de Medalla Contemporánea. Seixal, Portugal
- 2010 - XXXI Congreso F.I.D.E.M. Tampere, Finlandia
- 2011 - Sculpture by the Sea. Aarhus. Dinamarca
- 2014 - Soho Sculpture Prize. Morgan Lovell, Londres, UK
- 2014 - "Cien años de arte gallega. Grandes maestros". AFUNDACION. La Coruña, España
- 2017 - VIII Bienal de Artes Plásticas Rafael Botí. Fundación Rafael Botí. Córdoba, España
- 2017 - XIX Bienal Internacional de Arte de Cerveira. Portugal
- 2017 - International Coin and Medal Art Exhibition. China Numismatic Museum. Pekín, China
- 2017 - International Coin and Medal Art Exhibition. Shanghai Mint. Shanghai, China
- 2018 - Festival Internacional de Arte Abstracto. Moscow House of Artists. Moscú, Rusia
- 2018 - Exposición Internacional de la Medalla "Women and Women in the Natural Sciences". XXXV FIDEM Art Medal Congress. Museo de la Naturaleza de Canadá. Ottawa, Canadá
- 2018 - Sculpture Models and Drawings Exhibition. Ube City. Japón
- 2018 - Sculpture by the Sea. Bondi, Sídney, Australia
- 2019 - Art in the Garden. Sir Harold Hillier Gardens. Reino Unido
- 2019 - NordArt. Büdelsdorf, Alemania
- 2019 - 86th Annual Awards Exhibition. Brookgreen Gardens. Carolina del Sur, EE. UU.
- 2019 - The Award Winners Exhibition. National Sculpture Society. Nueva York, EE. UU.